# La Confession (1883)
La Confession is een kort verhaal van Guy de Maupassant uit 1883. 

## Verhaal
Marguerite en Suzanne de Thérelles zijn zusters die hun hele leven oude vrijsters zijn geweest. Suzanne trouwde op haar negentiende weliswaar met een jongen die een jaar ouder was, maar de jongeman stierf kort na hun huwelijk. Sindsdien hebben zij en haar zusje Marguerite een verbond gesloten; ze zouden voor altijd bij elkaar blijven en nooit trouwen. Veertig jaar later is de zesenvijftigjarige Marguerite stervende en zij wil Suzanne iets bekennen en om vergeving vragen. Marguerite vertelt Suzanne dat zij veertig jaar geleden uit jaloezie haar echtgenoot had vergiftigd. Ze deed dit omdat zij ook verliefd was op hem en zij wilde niet dat Suzanne hem kreeg. Suzanne is geschokt en in eerste instantie weet ze niet wat ze ervan moet denken, maar onder druk van de priester vergeeft ze haar zus.